# Henk Groot
Hendrik Groot (Zaandijk, 22 maggio 1938 – Zaandam, 11 maggio 2022) è stato un calciatore olandese, di ruolo attaccante.
Era il fratello minore di Cees, di cui fu compagno di squadra nello Zaandijk e nell'Ajax.

## Carriera

### Giocatore

#### Club
Dopo essere cresciuto nel Zaandijk e nello Stormvogels, Groot fa il suo debutto nel campionato olandese con l'Ajax il 23 agosto 1959 nella vittoria per 3-0 contro il NAC Breda. Con la squadra di Amsterdam vince il campionato olandese nel 1959-60 e la KNVB beker l'anno successivo, oltre a diventare capocannoniere del campionato olandese nel 1960-1961 con 41 gol in 32 partite. Nel 1963 passa al Feyenoord, con il quale nella stagione 1964-65 vince sia il campionato sia la Coppa d'Olanda. Nel 1965 ritorna all'Ajax con il quale vince tre scudetti consecutivi (1965-66; 1966-67 e 1967-68) e la coppa d'Olanda nel 1966-67.

#### Nazionale
Groot vanta 39 partite e 12 gol con la nazionale olandese, con la quale ha giocato dal 1960 al 1969.

### Dirigente
Dopo il ritiro è stato per 4 anni (dal 1969 al 1973) scout per l'Ajax.

## Palmarès

### Club

#### Competizioni nazionali
- Campionato olandese: 5

Ajax: 1959-1960, 1965-1966, 1966-1967, 1967-1968
Feyenoord: 1964-1965
- Coppa dei Paesi Bassi: 3

Ajax: 1960-1961, 1966-1967
Feyenoord: 1964-1965

#### Competizioni internazionali
- Coppa Piano Karl Rappan: 1

Ajax: 1961-1962

#### Individuale
- Capocannoniere della Coppa Piano Karl Rappan: 1

1961 - 1962 (14 gol)